# Álbuns de Mariah Carey
A seguir se apresenta a lista dos álbuns de Mariah Carey. A cantora e compositora americana lançou quinze álbuns de estúdio, dois álbuns de trilha sonora, oito álbuns de compilação, dois EPs e um álbum de remix. Carey é um dos artistas musicais mais vendidos de todos os tempos, tendo vendido mais de 200 milhões de discos globalmente. Ela foi presenteada com o Prêmio Millennium no World Music Awards de 2000 por se tornar a artista feminina mais vendida do milênio. De acordo com a RIAA, ela é a segunda artista feminina mais bem certificada e a décima quarta cantora geral, com mais de de 69,5 milhões de álbuns vendidos nos Estados Unidos. Ela também é a artista feminina mais vendida da era Nielsen SoundScan, dos Estados Unidos (1991-presente), com vendas de álbuns de 55,5 milhões. Seus álbuns Mariah Carey, Music Box, Daydream e The Emancipation of Mimi estão entre os 100 álbuns com certificados de acordo com a RIAA.
Mariah Carey lançou seu álbum de estreia autointitulado em junho de 1990; foi certificado como platina nove vezes pela Recording Industry Association of America (RIAA), denotando remessas de nove milhões de cópias nos Estados Unidos. Além disso, o álbum gerou quatro singles número um consecutivos nos Estados Unidos. Seu segundo álbum, Emotions, foi lançado um ano depois e vendeu oito milhões de cópias em todo o mundo. Em 1993, Carey lançou seu álbum de estúdio de maior sucesso até agora, Music Box, que foi certificado como disco de diamante nos Estados Unidos e liderou as paradas em muitos países ao redor do mundo. Music Box é um dos álbuns mais vendidos de todos os tempos, com mais de 28 milhões de cópias vendidas. O primeiro álbum natalino e quarto de estúdi, Merry Christmas, foi lançado em 1994. Após o sucesso de Carey na Ásia com Merry Christmas, a Billboard reportou Carey como o artista internacional mais vendida de todos os tempos no Japão. O quinto álbum de estúdio da cantora, Daydream, foi lançado em 1995 e se tornou seu segundo álbum com certificado de diamante pela RIAA, com vendas mundiais de 20 milhões de cópias.
O sexto álbum de estúdio de Carey, Butterfly, e o álbum de compilação, # 1, foram ambos certificados cinco vezes com disco de platina nos Estados Unidos; o último continua sendo o álbum mais vendido no Japão por um artista não asiático, vendendo 3,25 milhões de cópias. Enquanto o sétimo trabalho de estúdio da cantora, Rainbow (1999), recebeu o certificado de platina triplo da RIAA, foi seu primeiro álbum desde Merry Christmas a não alcançar o número um nos Estados Unidos. Carey se separou da Columbia / Sony Music em 2001 e assinou um contrato com a Virgin Records da EMI no valor de US $ 100 milhões, o maior contrato de gravação já assinado. Ela lançou seu próximo álbum, Glitter, que foi a trilha sonora do filme de mesmo nome. O álbum teve pouca publicidade e se tornou um fracasso comercial.
Carey assinou um novo contrato em 2002 com a Island Records e lançou seu nono álbum de estúdio Charmbracelet, que também ficou aquém do sucesso anterior de Carey. A cantora então fez uma pausa de três anos para gravar novo material e lançou um álbum inspirado no hip-hop, The Emancipation of Mimi, que se tornou o álbum mais vendido de 2005 nos Estados Unidos. Foi certificado por seis vezes platina pela RIAA, vendeu 10 milhões de cópias em todo o mundo. Em 2008, Carey lançou seu décimo primeiro álbum de estúdio, E=MC², que vendeu mais de 2,5 milhões de cópias em todo o mundo. Seu lançamentos subsequentes foram Memoirs of an Imperfect Angel (2009) e Merry Christmas II You (2010) que vendeu mais de 500.000 cópias nos Estados Unidos. O décimo quarto esforço do cantor, Me. I Am Mariah ... The Elusive Chanteuse, tornou-se o lançamento com as vendas mais baixas de sua carreira. Seu décimo quinto álbum de estúdio, Caution, foi lançado em novembro de 2018.

## Álbuns de estúdio
| Detalhes do álbum                                                                                     | Posições de pico nas tabelas musicais | Posições de pico nas tabelas musicais | Posições de pico nas tabelas musicais | Posições de pico nas tabelas musicais | Posições de pico nas tabelas musicais | Posições de pico nas tabelas musicais | Posições de pico nas tabelas musicais | Posições de pico nas tabelas musicais | Posições de pico nas tabelas musicais | Posições de pico nas tabelas musicais | Vendas                                                                                                | Certificações |
| Detalhes do álbum                                                                                     | EUA                                   | AUS                                   | CAN                                   | FRA                                   | ALE                                   | JAP                                   | PB                                    | NZ                                    | SUI                                   | RU                                    | Vendas                                                                                                | Certificações |
| --- | ------------------------------------- | ------------------------------------- | ------------------------------------- | ------------------------------------- | ------------------------------------- | ------------------------------------- | ------------------------------------- | ------------------------------------- | ------------------------------------- | ------------------------------------- | --- | --- |
| Mariah Carey - 12 de Junho de 1990 - Columbia - Vinil · cassete · CD                                  | 1                                     | 6                                     | 1                                     | —                                     | 24                                    | 13                                    | 6                                     | 4                                     | 15                                    | 6                                     | - Mundo: 15,000,000 - EUA: 6,000,000 - JAP: 900,000                                                   | - US: 9× Platina - AUS: 2× Platina - CAN: 7× Platina - JAP:: 3× Platina - NZ: 4× Platina - PB: Platina - SUI: Ouro - UK: Platina                                          |
| Emotions - 17 de Setembro de 1991 - Columbia - Vinil · cassete · CD                                   | 4                                     | 8                                     | 6                                     | —                                     | 46                                    | 3                                     | 9                                     | 6                                     | 15                                    | 4                                     | - Mundo: 8,000,000. - EUA: 3,500,000 - FRA: 100,000 - JAP: 1,000,000                                  | - EUA: 4× Platina - AUS: Platina - CAN: 4× Platina - FRA: Ouro - JAP: 4× Platina - NZ: Platina - PB: Ouro - SUI: Ouro - RU: Platina                                       |
| Music Box - 31 de Agosto de 1993 - Columbia - Vinil · cassete · CD                                    | 1                                     | 1                                     | 2                                     | 1                                     | 1                                     | 2                                     | 1                                     | 2                                     | 1                                     | 1                                     | - Mundo: 28,000,000 - EUA: 8,035,000 - CAN: 600,000 - FRA: 1,000,000 - JAP: 2,300,000 - RU: 1,180,000 | - EUA: Diamante - AUS: 12× Platina - CAN: 7× Platina - FRA: Diamante - ALE: 2× Platina - JAP: Milhão - NZ: 5× Platina - PB: 5x Platina - SUI: 4× Platina - RU: 5× Platina |
| Merry Christmas - 29 de Outubro de 1994 - Columbia - Vinil · cassete · CD                             | 3                                     | 2                                     | 26                                    | 44                                    | 19                                    | 1                                     | 4                                     | 10                                    | 4                                     | 32                                    | - Mundo: 15,000,000 - EUA: 5,600,000 - CAN: 200,000 - JAP: 2,800,000 - RU: 311,000                    | - EUA: 6× Platina - AUS: 6× Platina - CAN: Platina - ALE: Ouro - JAP: 2× Milhão - NZ: 2× Platina - PB: Platina - SUI: Ouro - RU: Platina                                  |
| Daydream - 28 de Setembro de 1995 - Columbia - Vinil · cassete · CD                                   | 1                                     | 1                                     | 2                                     | 2                                     | 1                                     | 1                                     | 1                                     | 1                                     | 1                                     | 1                                     | - Mundo: 20,000,000 - EUA: 8,548,000 - FRA: 600,000 - JAP: 2,200,000 - RU: 649,000                    | - EUA: Diamante - AUS: 5× Platina - CAN: 7× Platina - FRA: 2× Platina - ALE: Platina - JAP: Milhão - NZ: 5× Platina - RU: 2× Platina                                      |
| Butterfly - 16 de Setembro de 1997 - Columbia - Vinil · cassete · CD                                  | 1                                     | 1                                     | 1                                     | 6                                     | 7                                     | 1                                     | 1                                     | 4                                     | 3                                     | 2                                     | - Mundo: 10,000,000 - EUA: 3,800,000 - FRA: 200,000 - JAP: 1,000,000                                  | - EUA: 5× Platina - AUS: 2× Platina - CAN: 2× Platina - FRA: 2× Ouro - JAP: Milhão - NZ: Platina - SUI: Ouro - RU: Ouro                                                   |
| Rainbow - 27 de Outubro de 1999 - Columbia - Vinil · cassete · CD - Formatos: LP, cassette, CD        | 2                                     | 4                                     | 2                                     | 1                                     | 3                                     | 2                                     | 4                                     | 11                                    | 2                                     | 8                                     | - Mundo: 8,000,000 - EUA: 3,343,000 - CAN: 300,000. - FRA: 300,000 - JAP: 422,230                     | - EUA: 3× Platina - AUS: Ouro - CAN: 2× Platina - FRA: Platina - ALE: Platina - JAP: 4× Platina - NZ: Platina - SUI: Ouro - RU: Ouro                                      |
| Glitter - 18 de Agosto de 2001 - Columbia - Vinil · cassete · CD                                      | 7                                     | 13                                    | 4                                     | 5                                     | 7                                     | 1                                     | 12                                    | 11                                    | 10                                    | 10                                    | - Mundo: 2,000,000 - EUA: 666,000 - FRA: 100,000 - JAP: 261,900 - RU: 55,080                          | - EUA: Platina - FRA: Ouro - JAP: Platina - SUI: Ouro |
| Charmbracelet - 20 de Novembro de 2002 - Columbia - Vinil · cassete · CD                              | 3                                     | 42                                    | 30                                    | 12                                    | 32                                    | 4                                     | 30                                    | —                                     | 9                                     | 52                                    | - Mundo: 3,000,000 - EUA: 1,170,000 - FRA: 100,000 - JAP: 240,440 - RU: 122,010                       | - EUA: Platina - CAN: Ouro - FRA: Ouro - JAP: Platina - SUI: Ouro - RU: Ouro                                                                                              |
| The Emancipation of Mimi - 30 de Março de 2005 - Columbia - Vinil · cassete · CD                      | 1                                     | 6                                     | 2                                     | 4                                     | 14                                    | 2                                     | 8                                     | 12                                    | 9                                     | 7                                     | - Mundo: 10,000,000 - EUA: 6,100,000 - FRA: 100,000 - JAP: 259,275 - RU: 671,000                      | - EUA: 6× Platina - AUS: Platina - CAN: 3× Platina - FRA: Ouro - JAP: Platina - NZ: Platina - RU: 2× Platina                                                              |
| E=MC² - 14 de Abril de 2008 - Columbia - Vinil · cassete · CD                                         | 1                                     | 2                                     | 1                                     | 6                                     | 7                                     | 7                                     | 11                                    | 10                                    | 5                                     | 3                                     | - Mundo: 2,500,000 - EUA: 1,300,000 - FRA: 32,800 - JAP: 146,293 - RU: 136,986                        | - EUA: Platina - AUS: Ouro - CAN: Platina - JAP: Ouro - RU: Ouro |
| Memoirs of an Imperfect Angel - 22 de Setembro de 2009 - Columbia - Vinil · cassete · CD              | 3                                     | 6                                     | 5                                     | 10                                    | 27                                    | 9                                     | 26                                    | 25                                    | 18                                    | 23                                    | - Mundo: 2,000,000 - EUA: 555,000. - RU: 80,308                                                       | - EUA: Ouro - RU: Prata |
| Merry Christmas II You - 2 de Novembro de 2010 - Columbia - Vinil · cassete · CD                      | 4                                     | 27                                    | 14                                    | 82                                    | 77                                    | 24                                    | 52                                    | —                                     | —                                     | 101                                   | - EUA: 587,000                                                                                        | - EUA: Ouro |
| Me. I Am Mariah... The Elusive Chanteuse - 6 de Maio de 2014 - Columbia - Vinil · cassete · CD        | 3                                     | 5                                     | 8                                     | 26                                    | 27                                    | 25                                    | 14                                    | 11                                    | 16                                    | 14                                    | - EUA: 127,000                                                                                        | |
| Caution - 16 de Novembro de 2018 - Columbia - Vinil · cassete · CD                                    | 5                                     | 15                                    | 15                                    | 71                                    | 67                                    | 30                                    | 38                                    | 40                                    | 35                                    | 40                                    | - EUA: 43,000                                                                                         | |
| "—" denota itens que não conseguiram entrar nas tabelas musicais ou não foram lançados no território. |                                       |                                       |                                       |                                       |                                       |                                       |                                       |                                       |                                       |                                       | | |

## Álbuns de Compilação
| Título                                                                                               | Detalhes do álbum                                                                                                 | Melhores posições | Melhores posições | Melhores posições | Melhores posições | Melhores posições | Melhores posições | Melhores posições | Melhores posições | Melhores posições | Melhores posições | Vendas                                                                             | Certificações |
| Título                                                                                               | Detalhes do álbum                                                                                                 | EUA               | AUS               | CAN               | FRA               | ALE               | JAP               | PB                | NZ                | SUI               | RU                | Vendas                                                                             | Certificações |
| --- | --- | ----------------- | ----------------- | ----------------- | ----------------- | ----------------- | ----------------- | ----------------- | ----------------- | ----------------- | ----------------- | ---------------------------------------------------------------------------------- | --- |
| #1's                                                                                                 | - Lançamento: 17 de novembro de 1998 - Gravadora: Columbia (#CK-69670) - Formatos: LP, CD, cassette               | 4                 | 6                 | 6                 | 2                 | 10                | 1                 | 15                | 13                | 3                 | 10                | - Mundo: 15,000,000 - EUA: 4,900,000 - FRA: 732,400 - JAP: 3,600,000 - RU: 768,000 | - EUA: 5× Platina - AUS: Platina - CAN: 3× Platina - FRA: 2× Platina - ALE: Ouro - JAP: 3× Milhão - NZ: 2× Platina - RU: 2× Platina |
| Greatest Hits                                                                                        | - Lançamento: 4 de dezembro de 2001 - Gravadora: Columbia / Virgin - Formatos: LP, CD, cassette                   | 52                | 47                | —                 | 3                 | 36                | 3                 | 37                | 11                | 17                | 7                 | - Mundo: 5,000,000 - EUA: 1,230,000 - FRA: 137,600 - JAP: 217,890 - RU: 809,000    | - EUA: Platina - AUS: 2× Platina - FRA: Ouro - JAP: Platina - NZ: Platina - RU: 2× Platina                                          |
| The Ballads                                                                                          | - Lançamento: 17 de outubro de 2008 - Gravadora: Columbia / Legacy / Virgin - Formats: CD, digital download       | 10                | 79                | —                 | 39                | —                 | 19                | 5                 | 19                | —                 | 13                | - EUA: 395,000                                                                     | - RU: Gold |
| Playlist: The Very Best of Mariah Carey                                                              | - Lançamento: 26 de janeiro de 2010 - Gravadora: Columbia / Legacy - Formatos: CD, digital download               | —                 | —                 | —                 | —                 | —                 | —                 | —                 | —                 | —                 | —                 |                                                                                    | |
| The Essential Mariah Carey                                                                           | - Lançamento: 7 de janeiro de 2011 - Gravadora: Columbia / Legacy - Formatos: CD, digital download                | —                 | 86                | —                 | —                 | —                 | —                 | —                 | —                 | —                 | —                 |                                                                                    | |
| #1 to Infinity                                                                                       | - Lançamento: 15 de maio de 2015 (VAR) - Gravadora: Columbia / Epic / Legacy - Formatos: LP, CD, digital download | 29                | 18                | —                 | 132               | —                 | 19                | 44                | 25                | 49                | 8                 | - EUA: 86,000                                                                      | - RU: Silver |
| Japan Best                                                                                           | - Lançamento: 17 de outubro de 2018 - Gravadora: Columbia / Legacy - Formatos: CD, digital download               | —                 | —                 | —                 | —                 | —                 | 53                | —                 | —                 | —                 | —                 |                                                                                    | |
| "—" denota itens que não conseguiram entrar nas tabelas musicais ou não foram lançados no território | |                   |                   |                   |                   |                   |                   |                   |                   |                   |                   |                                                                                    | |

## Álbuns de remixes
| Título      | Detalhes do álbum                                                                                      | Melhor posição nas charts | Melhor posição nas charts | Melhor posição nas charts | Melhor posição nas charts | Melhor posição nas charts | Melhor posição nas charts | Melhor posição nas charts | Melhor posição nas charts | Vendas         |
| Título      | Detalhes do álbum                                                                                      | US                        | AUS                       | FRA                       | JAP                       | PB                        | NZ                        | SUI                       | RU                        | Vendas         |
| ----------- | --- | ------------------------- | ------------------------- | ------------------------- | ------------------------- | ------------------------- | ------------------------- | ------------------------- | ------------------------- | -------------- |
| The Remixes | - Lançamento: 25 de junho de 2003 (JPN) - Gravadora: Columbia, Virgin, Island - Formatos: CD, cassette | 26                        | 78                        | 60                        | 95                        | 99                        | 36                        | 69                        | 35                        | - EUA: 289,000 |

## Extended plays
| Título                                                                                               | Detalhes                                                                                        | Melhor posição | Melhor posição | Melhor posição | Melhor posição | Melhor posição | Melhor posição | Melhor posição | Melhor posição | Melhor posição | Melhor posição | Vendass                                                           | Certificações                                                                                          |
| Título                                                                                               | Detalhes                                                                                        | EUA            | AUS            | CAN            | FRA            | ALE            | JAP            | PB             | NZ             | SUI            | RU             | Vendass                                                           | Certificações                                                                                          |
| --- | ----------------------------------------------------------------------------------------------- | -------------- | -------------- | -------------- | -------------- | -------------- | -------------- | -------------- | -------------- | -------------- | -------------- | ----------------------------------------------------------------- | --- |
| MTV Unplugged                                                                                        | - Lançamento: 2 de junho de 1992 - Gravadora: Columbia (#CK-52758) - Formatos: LP, CD, cassette | 3              | 7              | 6              | 22             | 30             | 13             | 1              | 1              | 19             | 3              | - Mundo: 7,000,000 - EUA: 2,800,000 - FRA: 200,000 - JAP: 500,000 | - EUA: 4× Platina - AUS: Platina - CAN: Platina - FRA: 2× Ouro - NZ: 2× Platina - SUI: Ouro - RU: Ouro |
| Valentines                                                                                           | - Lançamento: 28 de janeiro de 2000 - Gravadora: Columbia (#A31158) - Formatos: CD, cassette    | —              | —              | —              | —              | —              | —              | —              | —              | —              | —              |                                                                   | |
| MC...Move the Crowd                                                                                  | - Lançamento: 26 de novembro de 2002 - Gravadora: Island - Formatos: LP                         | —              | —              | —              | —              | —              | —              | —              | —              | —              | —              |                                                                   | |
| All I Want for Christmas Is You                                                                      | - Lançamento: 27 de novembro de 2015 - Gravadora: Columbia - Formato: LP                        | —              | —              | —              | —              | —              | —              | —              | —              | —              | —              |                                                                   | |
| All I Want for Christmas Is You (European digital reissue)                                           | - Lançamento: 15 de dezembro de 2017 - Gravadora: Columbia - Formato: Digital download          | —              | —              | —              | —              | —              | —              | —              | —              | —              | —              |                                                                   | |
| The Live Debut - 1990                                                                                | - Lançamento: 17 de julho de 2020 - Gravadora: Columbia Records - Formato: Digital download     | —              | —              | —              | —              | —              | —              | —              | —              | —              | —              |                                                                   | |
| "—" denota itens que não conseguiram entrar nas tabelas musicais ou não foram lançados no território |                                                                                                 |                |                |                |                |                |                |                |                |                |                |                                                                   | |

## Box sets
| Detalhes do álbum                                                                                                  | Observações |
| --- | --- |
| Mariah Carey/Emotions/Music Box - Lançamento: 1993 - Gravadora: Columbia Records - Formato: Vinil                  | - Contém os três primeiros álbuns de Carey: Mariah Carey (1990), Emotions (1992) e Music Box (1994).                                                                                            |
| 12s - Lançamento: 1998 - Gravadora: Columbia Records - Formato: Vinil                                              | - Edição limitada que consiste em 10 músicas remixadas no formato 12". - Contêm "Someday", "There's Got to Be a Way", "Honey", "My All", "Fantasy", "Anytime You Need a Friend" e "Dreamlover". |
| 3CD Collector's Set - Lançamento: 5 de outubro de 2009 - Gravadora: Island Records - Formato: CD, download digital | - Contêm os três álbuns da cantora na editora: Charmbracelet, The Emancipation of Mimi e E=MC², com um espaço extra para Memoirs of an Imperfect Angel.                                         |

## Álbuns ao vivo
| Detalhes do álbum | Melhores posições nas tabelas | Melhores posições nas tabelas | Melhores posições nas tabelas | Melhores posições nas tabelas | Melhores posições nas tabelas | Melhores posições nas tabelas | Melhores posições nas tabelas | Observações |
| Detalhes do álbum | ALE                           | AUS                           | BEL (Vl)                      | FRA                           | NOR                           | NZL                           | SWI                           | Observações |
| --- | ----------------------------- | ----------------------------- | ----------------------------- | ----------------------------- | ----------------------------- | ----------------------------- | ----------------------------- | --- |
| VH1 Divas Live 1998 - 2º álbum ao vivo - Lançamento: 5 de outubro de 1998 - Gravadora: Sony Records - Formatos: CD, cassete                  | 39                            | 12                            | 6                             | 7                             | 9                             | 10                            | 11                            | - Álbum ao vivo do concerto beneficente "VH1 Diva's Live" em 1998. - Participam do evento Celine Dion, Gloria Estefan, Aretha Franklin e Shania Twain. - Alcançou as dez primeiras posições dos discos mais vendidos em vários países. |
| At the Pearl Palms Concert Theatre - 3º álbum ao vivo - Lançamento: 9 de abril de 2015 - Editora: Iviago Records - Formato: Download digital | —                             | —                             | —                             | —                             | —                             | —                             | —                             | |
| "—" denota itens que não conseguiram entrar nas tabelas musicais ou não foram lançados no território.                                        |                               |                               |                               |                               |                               |                               |                               | |

## Outros álbuns
| Detalhes do álbum | Observações |
| --- | --- |
| Grammy's Greatest Moments Volume II - Lançamento: 8 de fevereiro de 1994 - Gravadoras: Atlantic Records/Wea Records - Formatos: CD, cassete | - Incluiu a interpretação de Carey ao vivo de "Vision of Love" na trigésima terceira cerimónia dos Grammy Awards, em 1991. |
| Mariah Carey: In Conversation - Lançamento: 27 de Agosto de 1997 - Editora: Baktabak Records - Formatos: CD, download digital               | - Uma entrevista à cantora.                                                                                                |